# 池水抽光好吃驚
《池水抽光好吃驚》（日语：緊急SOS!池の水ぜんぶ抜く大作戦）是東京電視台聯播網自2017年開始在週日大綜藝（日曜ビッグバラエティ）時段播出的綜藝節目。節目內容是將日本各地荒廢池塘的水抽光，以保護在來生物，並清潔池塘。

## 外部連結
- 池の水ぜんぶ抜く （页面存档备份，存于） - テレビ東京による番組公式サイト
- 池水抽光好吃驚的X（前Twitter）